# 4th of July (Fireworks)
4th of July (Fireworks) è un brano musicale della cantante statunitense Kelis, estratto come secondo singolo dall'album Flesh Tone. Il brano utilizza un campionamento del pianoforte della canzone You're My Heart (Pilotpriest Remix) di Lioness.

## Il video
Il video prodotto per 4th of July (Fireworks) è stato diretto dalla stessa Kelis, insieme a John "Rankin" Waddell e Nicole Ehrlich nel deserto fuori Los Angeles. Nel video Kelis incarna i quattro elementi (Terra, vento, acqua e fuoco). Il video è stato presentato il 16 giugno su YouTube e VEVO.

## Tracce
- Digital download[3]

1. 4th of July (Fireworks) - 5:29 (Kelis, Baptiste, Ammo, Jamie Munson, Anthony Burns, Vanessa Fischer, Ronald Morris, Jeff Scheven)

- UK CD Single[4]

1. 4th of July (Fireworks) (Radio Edit) - 3:10
2. 4th of July (Fireworks) (Calvin Harris Remix) - 5:38

- UK EP[5]

1. 4th of July (Fireworks) (Club Version) - 3:39
2. 4th of July (Fireworks) (Richard X Remix) - 6:20
3. 4th of July (Fireworks) (Calvin Harris Remix) - 5:38

- U.S. The Remixes EP[6]

1. 4th of July (Fireworks) (Rusko Remix) - 4:10
2. 4th of July (Fireworks) (Richard X Remix) - 6:20
3. 4th of July (Fireworks) (Burns Remix) - 5:22
4. 4th of July (Fireworks) (Calvin Harris Remix) - 5:39
5. 4th of July (Fireworks) (Fernando Garibay Remix) - 5:17

## Classifiche
| Classifica (2010)   | Posizione più alta |
| ------------------- | ------------------ |
| Europa              | 91                 |
| Regno Unito         | 32                 |
| Slovacchia          | 37                 |
| Stati Uniti (Dance) | 4                  |